# Den förstenade skogen
Den förstenade skogen (svensk premiärtitel: Mannen som sålde sitt liv; originaltitel: The Petrified Forest), är en amerikansk kriminaldramafilm från 1936 i regi av Archie Mayo. Manuset bygger på en pjäs av Robert E. Sherwood. Filmen var Humphrey Bogarts stora genombrottsfilm.

## Handling
Filmen är ett gisslandrama, som utspelar sig under Den stora depressionen på en restaurang i en ödslig del av nordöstra Arizona, i närheten av de berömda formationerna av fossila redwoodträd.
Alan Squier (spelad av Leslie Howard) är en distingerad gentleman som stannar till vid restaurangen, träffar Gabrielle Maple (Bette Davis), och sedan blir tagen som gisslan av gangstern Duke Mantee (Humphrey Bogart), på flykt undan lagen. Handlingen fortsätter utspela sig på restaurangen, där alla inblandade berättar sin historia.

## Rollista i urval
- Leslie Howard – Alan Squier
- Bette Davis – Gabrielle "Gabby" Maple
- Humphrey Bogart – Duke Mantee
- Genevieve Tobin – Mrs. Chisholm
- Dick Foran – Boze Hertzlinger
- Joseph Sawyer – Jackie
- Porter Hall – Jason Maple
- Charley Grapewin – Gramp Maple
- Paul Harvey – Mr. Chisholm